# Su-34 (航空機)
Su-34/Су-34
Su-34
- 用途：戦闘機
- 分類：戦闘爆撃機
- 設計者：スホーイ設計局
- 製造者：ノヴォシビルスク航空機製造企業合同（ロシア語版、英語版）
- 運用者： ロシア（ロシア空軍）
- 初飛行：1990年4月13日
- 生産数：120+機（2020年）[1]
※2027年までに量産機200機を予定[1]
- 生産開始：1997年頃
- 運用開始：2007年1月4日
- 運用状況：調達中
- ユニットコスト：15億ルーブル[2]
- 原型機：Su-27

Su-34（スホーイ34、スホイ34；ロシア語: Су 34 スー・トリーッツァチ・チトィーリェ）は、ロシア（ソ連）のスホーイ社によって開発された、Su-27の発展型の戦闘爆撃機である。
ロシアにおいては、Многофункциональные Самолеты（多機能航空機）、あるいは、Su-24と同様Фронтовые Бомбардировщики（前線爆撃機）と呼ばれている。NATOコードネームはフルバック（Fullback、後衛・フルバックと呼ばれる、スポーツのポジションの一つ）。

## 開発経緯と現況
1980年代頃にソ連空軍は、Su-24の後継機となる戦闘爆撃機を求めていた。スホーイ設計局がそれに応じ、T-10Vの計画名でSu-27戦闘機の発展型として複座型のSu-34を開発した。名称内の末尾番号を4としたのは、Su-24との任務上の関連性を示すためである。ロシア空軍では、2000年代初頭まではスホーイ設計局名称のSu-27IBの名称を使用していた。また、海軍型はSu-32の名称が付けられていた。
ロシア空軍向けのSu-34は1994年12月28日に量産型仕様の初号機が初飛行しており、1997年の初めに先行量産機4機が製造され、12機が発注されたが資金難を理由に一旦は製造が停止された。2000年9月には資金調達が可能となり製造が再開され、2005年4月に第1生産バッチ分の5機が製造され、2006年10月12日にその初号機が初飛行している。2008年にスホーイ社との間で量産型の第1次発注の18機の製造契約が結ばれ、2008年1月9日には、スホーイ社はSu-34のフルレート生産を開始したことを報告した。2010年に最初の連隊分の24機が空軍に引き渡される予定であったが、スホーイ社での作業に遅れが発生したため、契約分のそれらの飛行試験は2010年11月に始まり、最初の4機が2010年12月28日に空軍に引き渡されている。その後も空軍はスホーイ社との間で追加契約を行い、2015年までに58機を調達する計画としているが、この計画も遅れることが予定されている。海軍型のSu-34FNはロシア海軍の購入が決まらず、生産と配備の予定は立っていない。
2008年5月9日、モスクワで行われた対独戦勝パレードにSu-34が参加した。Su-34を操縦したのは、リペツク飛行センター司令アレクサンドル・ハルチェフスキー空軍少将であった。5月9日の対独戦勝パレード当日、Su-34はSu-24前線爆撃機と並んで飛行し、本機がSu-24の後継機である事を印象付けた。

## 機体構成

### 外形

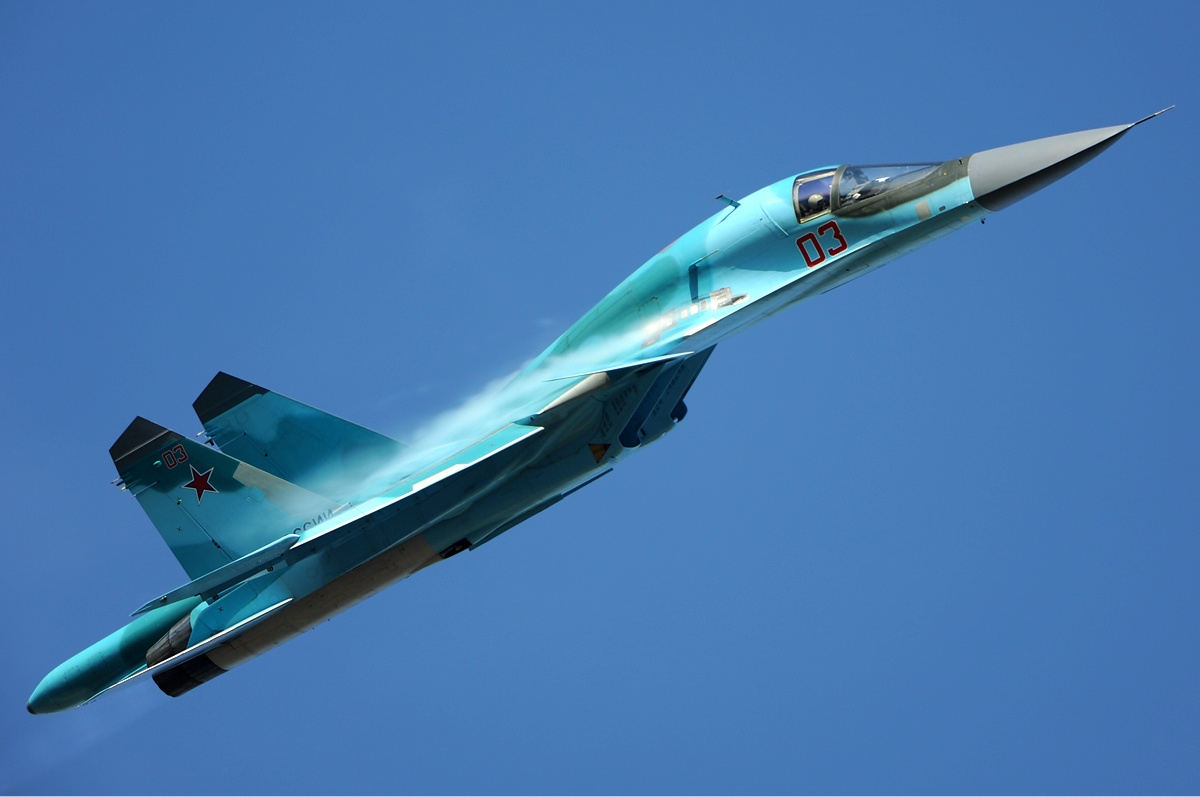
Su-34

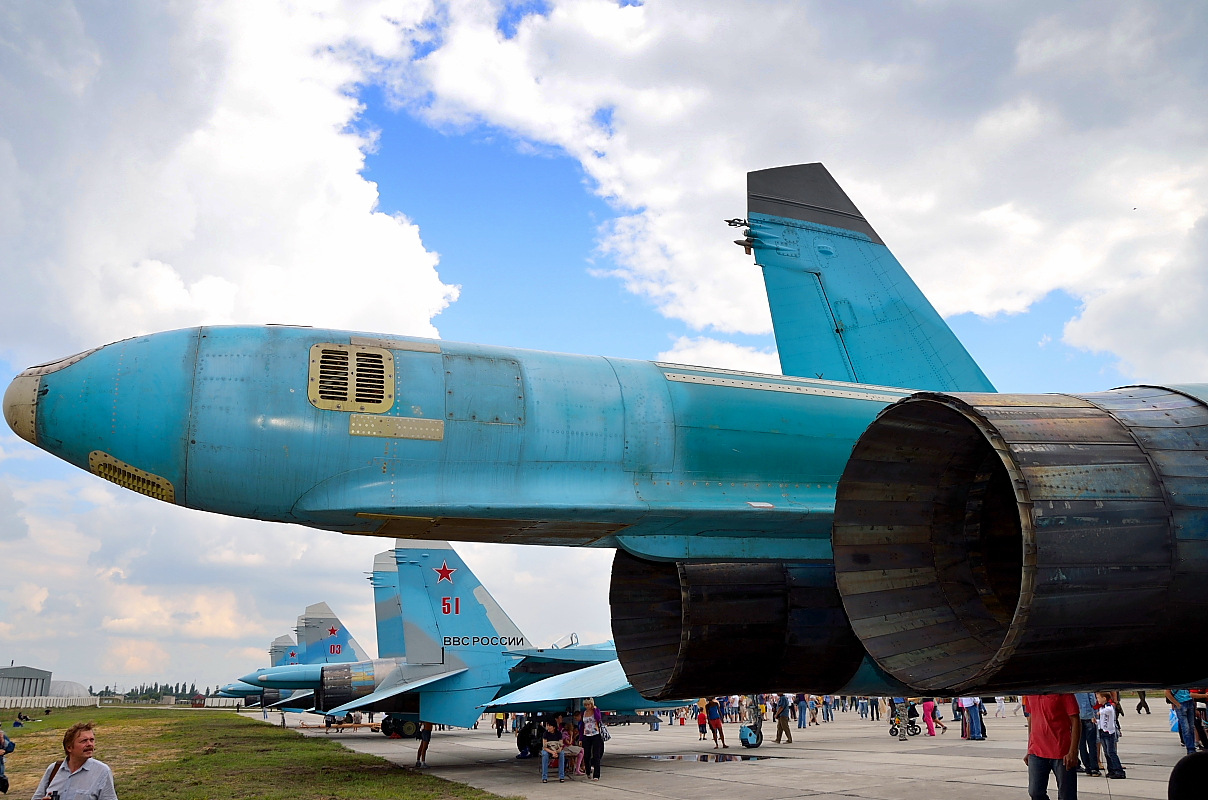
テイルブームにあるAPUの排気口

機首は先端のピトー管と思われるものに続き、側面にチャインの付いた大きな扁平の形状のレドームとなっている。
機体前部はチャインの付いた側面がそのままストレーキとなっており、その外側に全遊動式の小さなカナード翼が付いている。
コックピット部分は並列座席配置も相まって大きなキャノピーが胴体でも最も高い隆起部の前方上部を占め、隆起の後半部は機体中央に向かってなだらかに下っている。座席からの直接の後方視界は失われている。
コックピット左外面には引き込み式の空中給油用プローブが隠されている。
Su-27と同様にエンジンなどの後部胴体が機体前部に比べて低い位置にあるため、カナード翼から続いたストレーキは、幾分高翼配置に見える62 m2の主翼へ続く。主翼と尾翼はSu-27と同じものが使用される。Su-27の胴体後部にあったベントラルフィンは本機では備わっていない。
Su-27の特徴でもあった最後端中央部の長く延びたテイルブーム部は、ビーバーテイル状の薄いものからスティンガーと呼ばれる太い形状に変更された。先端部には補助動力装置（APU）が収納されているため、その排気口が設けられている。またテイルブーム下面には、チャフ/フレア・ディスペンサーが備えられている。
重量増加に対応するため、前脚はSu-27の単車輪式から複車輪式に、主脚も同じく単車輪式からタンデム型の複車輪式に変更された。主脚が強化されているとの情報もあるが、詳しくは不明である。

### コックピット

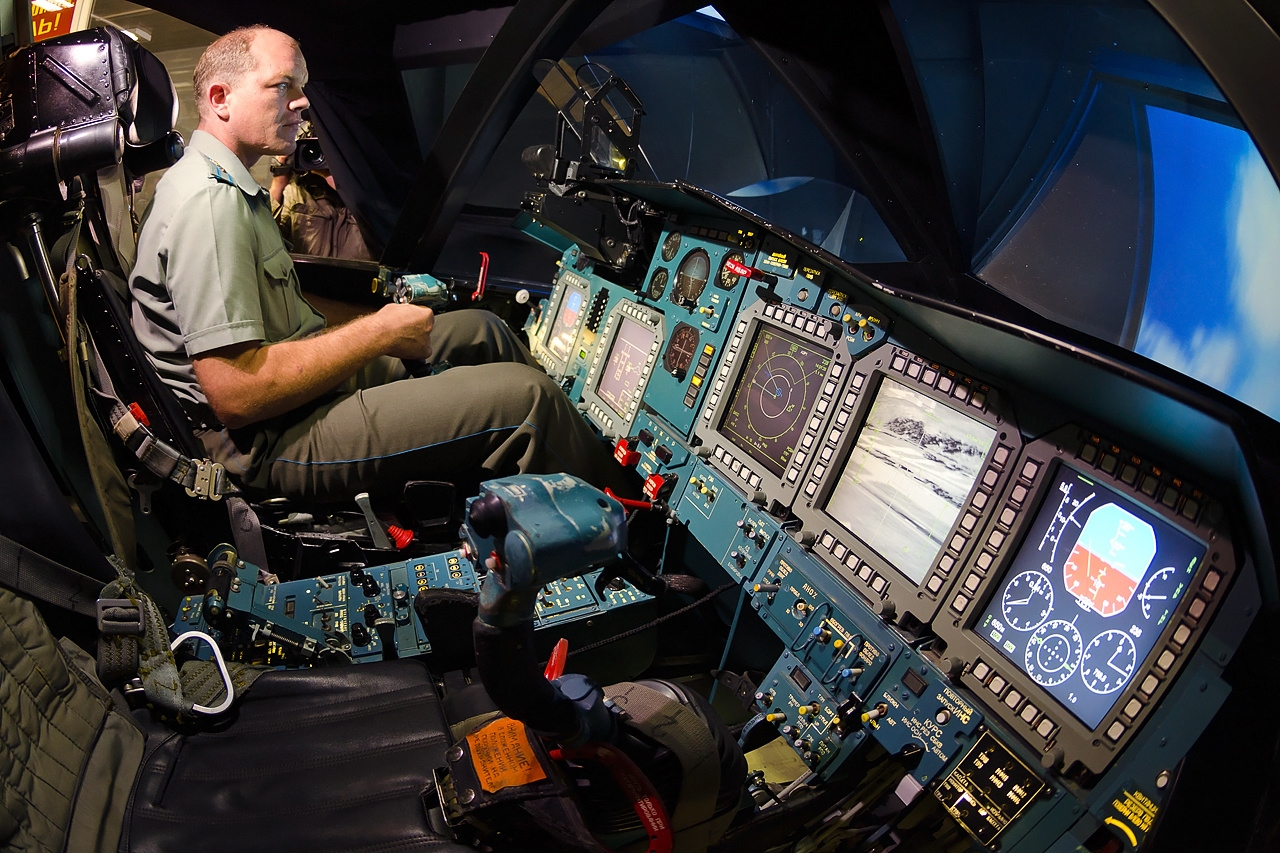
Su-34Mのコックピットシミュレータ

2名搭乗の複座座席は戦闘機形状の軍用機としては珍しいサイドバイサイド（並列型）となっており、左席が操縦士席で右席が兵装担当士官席である。操縦席はSu-24と同じくK-36DM 射出座席が用いられ、乗員は個別に射出される。Su-24ではキャノピーが開いたがSu-34は固定されている。前脚収納庫は乗員の乗降口を兼ね、下げた状態の前脚の後ろにある簡易梯子を伝って、コックピット背面のドアから出入りできる。
乗員区画は17 mmのチタニウム装甲で保護され、高度3万フィートまでは酸素マスクが必要ない程度に与圧される。席後方には電子レンジを備えた簡易キッチン（ギャレー）やトイレがあるとするのが定説であったが、ロシア国防省の公式チャンネル「ズヴェズダ（телеканал «Звезда»）」が公開した映像により、実際にはレーション、コーヒーなどを入れる保温ボトル、尿瓶（逆流防止機能付き）がそれぞれ2名分と、レーションを加熱する電子ヒーターが設置されていることが明らかになった。また座席後方の通路部分は天井が高く完全に立ち上がれるため、ここでストレッチやスクワットをすることができる。
操縦士席前方の計器盤が大きく場所を占め、ヘッドアップディスプレイも左側だけに付いており、兵装担当士官席側の前方の簡素な計器盤と比べて左右が非対称になっている。計器盤は操縦士側に2つ、兵装仕官側に3つのカラーCRT多機能表示装置を備えており、ヘルメット装着式照準器を使用することもできる。

### エンジンと機体重量

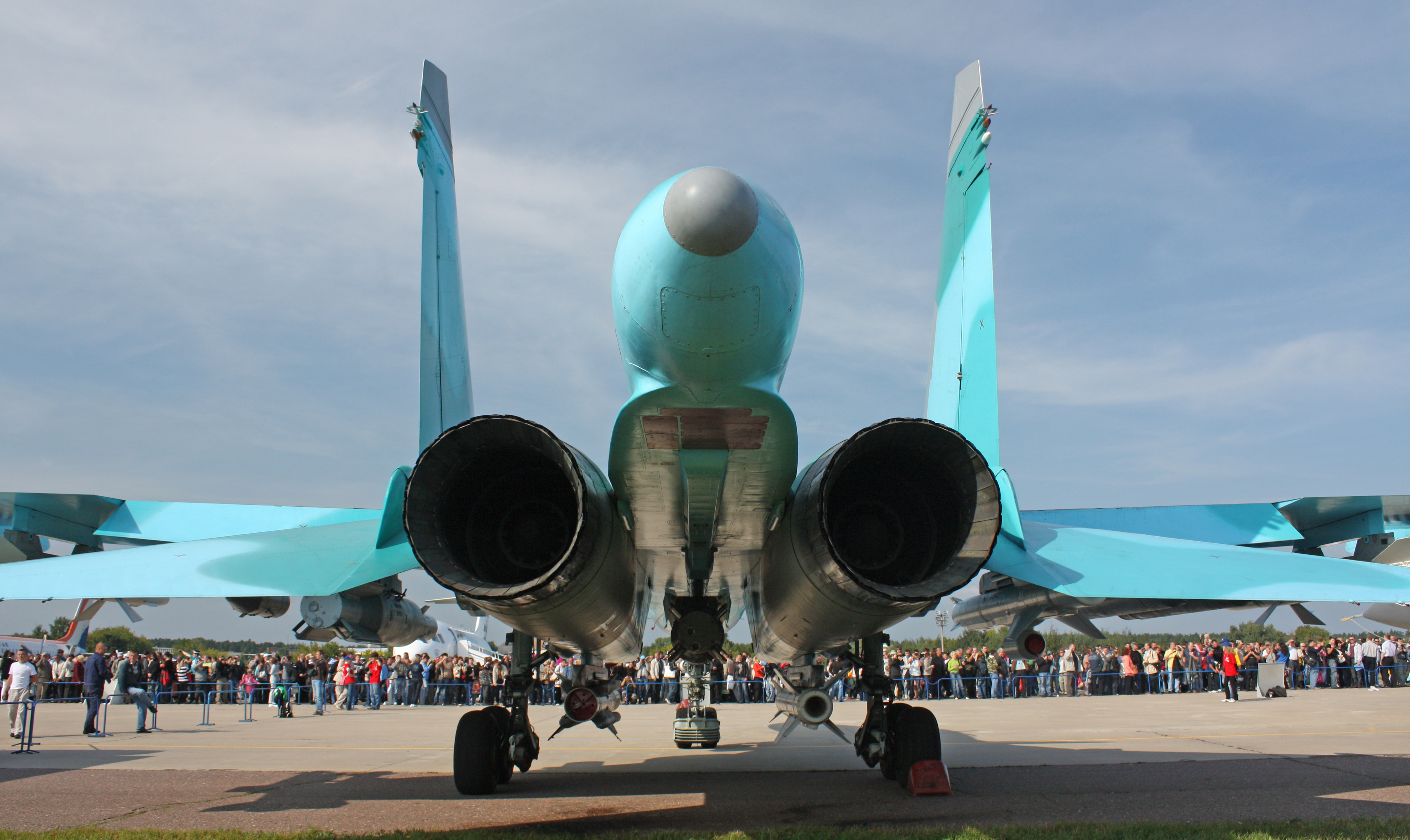
MAKS-2009でのSu-34。やや分かりにくいが、テイルブーム下面にはチャフ/フレア・ディスペンサーが配置されている。

エンジンはリュールカAL-31Fターボファンエンジン（ドライ出力74.5 kN、A/B使用時推力が126.6 kN）を2基搭載する。最高速度は777ノットの約マッハ1.13も可能で、高高度ではSu-27のマッハ2.35に対してマッハ1.8になるとされる。機体構造の変更と燃料の増量によって、最大離陸重量はSu-27の約30トンから約45.1トンにまで増加されているが機体の荷重制限はSu-27の9 - 10 Gから7 Gほどへ、実用上昇限度はSu-27の18,000 mから14,000 - 1,5000 mに低下したとされる。

### 搭載燃料と航続距離
機内搭載燃料はSu-27の9トン搭載から12.1トンにまで増やされた。増槽の使用によって燃料の総搭載量は最大で19.1トンまで増加できる。これにより航続距離は機内搭載分だけで約4,000 km、増槽を含むと約7,000 kmになり、Su-27の約3,700 - 3,900 kmと約6,900 kmより少し延びている。
戦闘行動半径はHi-Hi-Hiで約1,100 km、Hi-Lo-Hiで約600 kmとする情報があるが、増槽の有無や兵器の搭載量が明かされていない。

### 電子機器

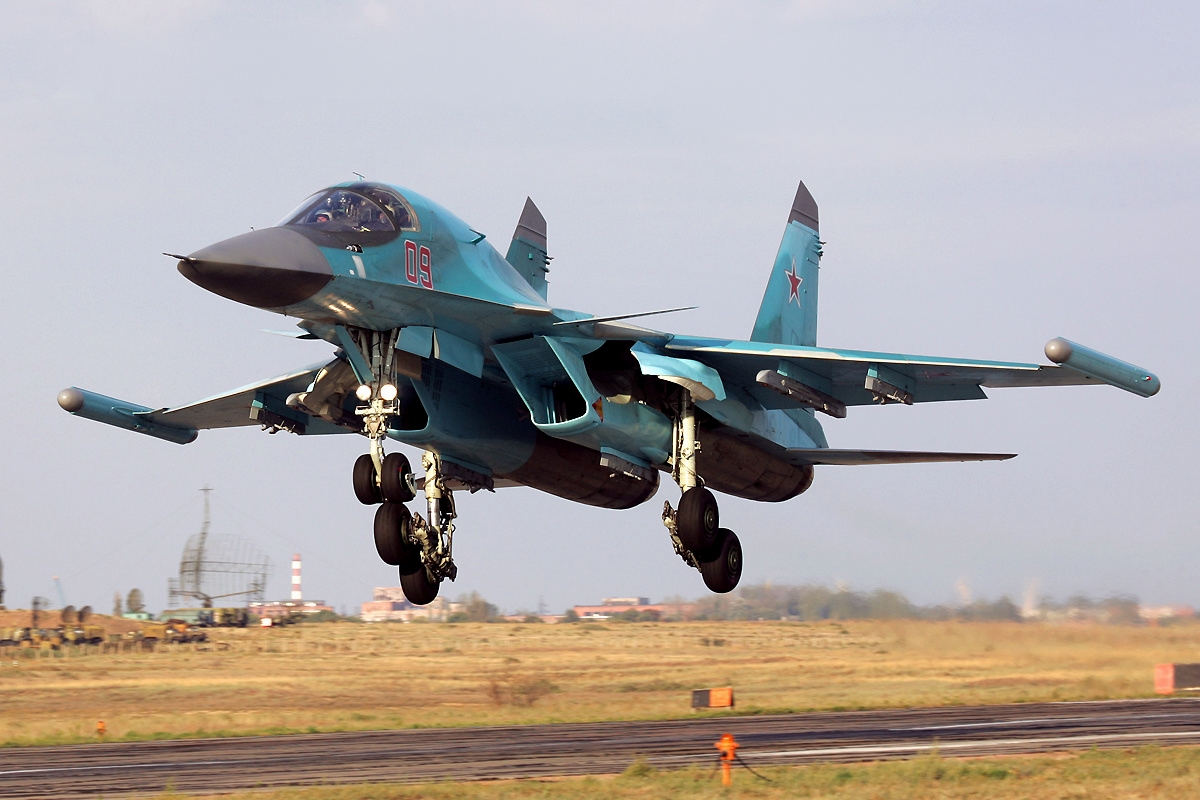
ヒービヌィ-10Bジャミングポッドを装備したSu-34

機首部にはB004多機能高解像度パッシブフェーズド・アレイ・レーダーを搭載する。B004はXバンドを使用するレーダーで空対地能力が強化されており、合成開口による高精細地上マッピングや地形追随レーダーモードを持ち合わせている。探知距離は目標のサイズに応じて200 - 250 kmで、グランドマッピングモードは50 km、ドップラービームシャープグランドマッピングモードは75 km、地上移動目標識別（GMTI）モードは30 kmである。戦闘機サイズの空中目標に関しては、90 - 120 kmで探知できる。方位角と仰角は60度でありピーク出力は15 kW。最大で10目標を探知して、最大4目標に攻撃が可能である。テイルブーム先端にも後方象限用のB005フェーズドアレイレーダーを装備している。
赤外線捜索追跡装置（IRST）は装備していないが、空対地攻撃用に前脚格納庫の後ろにテレビカメラやレーザー目標指示装置を有する統合したプラタン電子光学照準システムを搭載している。
自己防御器材としては、SPO-15"ベリョーザ"レーダー警報受信機、チャフ・フレア・ディスペンサを搭載するほか、R-73用のランチャーと交換する形で両主翼端にL175Vヒービヌィ-10Bジャミングポッドを搭載可能である。ヒービヌィの装備によりSu-34は電子戦機となり地対空ミサイルや航空目標から自身を守るだけでなく、味方の航空機を守ることができる。これとは別に胴体下にジャミングポッドを装備した機体（白48）の飛行が2009年に確認されている。
通信システムとしては、Su-27と同様にTKS-2Mを搭載し装置を搭載したグループ内の航空機と地上を介することなく通信できる。またこのシステムは完全自動化され、電子妨害にも強いとしている。2011年からは新しい通信装置であるS-103（Su-35が搭載するものと同系列）が搭載され始めている。

### 搭載兵器
最大搭載可能重量は約8トンであり、日本製のF-2や米国製のF-15Eと同等である。
ハードポイントを合計12ヶ所備え、ロシア空軍が現有し運用している空対地ミサイル・通常爆弾・レーザー誘導爆弾が搭載できるとされるほか、自衛用の空対空ミサイル(AAM)を携行することができる。
固定武装はSu-27系列と同じ、GSh-301 30 mm機関砲1門と150発の砲弾を搭載している。

## 2010年の近代化
2010年には以下の改良が行われた機体が完成し、。2011年9月にテストを完了、2014年から運用が開始。
- エンジンをAL-31F-M1（A/B使用時推力が132kN）に変更。
- 主翼上に境界層板を追加。
- スティンガー内にTA14-130-35 APUを設置。支援車両の助けなくエンジンの始動が可能になった。
- レーダー警報装置をSPO-32"パステル"（ロシア語版）に更新。
- 新しい空対空、空対地ミサイルの運用能力の付与。

## バリエーション
Su-27IB
Su-34の試作機の名称。"IB"は戦闘爆撃機の意味。1995年のパリ航空ショーで初公開された。
Su-27R
偵察型。計画のみ。
Su-27IBP
電子戦型。計画のみ。
Su-34
Su-27IBの各部を改修し、名称を変更したもの。Su-34ファミリーの基本となる戦闘爆撃機型である。
Su-32
輸出型。基本型のSu-32FNと高機動型のSu-32MFがある。前者はSu-34の量産型仕様と同じ機体であり、後者はパイロットを補佐するためのアクティブ式人工知能システムとアクティブ式ガスト荷重軽減システムを備えている。
Su-34M
アビオニクス、ソフトウェアの近代化、新型兵装への対応などの改修を行った改良型（Mは近代化を意味する「модернизированный」の略号）。以前の機体もこの仕様にアップグレードされる予定である。2016年1月より開発を開始しており第1段階の完成は2016年半ば、すべての段階の完了は2020年となる予定である。
Su-34FN
空軍型のSu-34を基に、対艦・対潜攻撃が行えるようにしたロシア海軍向けの機体である。全天候での潜水艦および水上艦艇に対する攻撃力が付与され、低高度を高速で飛行する際に乱流の影響を打ち消す操縦システム、液晶表示装置を使った電子計器システムなどを備え、機首にはシー・スネーク・レーダーを搭載する。このレーダーはマリタイム・モードに加えて、地形追随機能も有していると見られる。空対艦ミサイルの運用だけでなく、各種ソノブイを最大72発、短魚雷・対潜爆弾の投下や、画像赤外線装置、レーザー測距装置の装備、さらにはスティンガー内に機上磁気探知機（MAD）を収容して運用できるように開発が進められている。

## 運用
ロシア
ロシア空軍では8機のプロトタイプと57機の量産型を保有している。
2015年秋にはシリア内戦に介入したロシア空軍がSu-25とSu-24とともに反アサド政権側への空爆作戦に投入した。2019年2月27日、2機のSu-34がサハリン方面からオホーツク海を往復飛行し、航空自衛隊のF-15Jがスクランブルで機影を確認した。

 アルジェリア
2015年12月に、MiG-25の後継として12機を発注したことが報じられた。

## 事故
2015年4月6日、ヴォロネジの近くでSu-34がドラッグシュートの故障により滑走路をオーバーランし横転、深刻な損傷を受けたことを報じられた。
2019年1月18日、日本海の間宮海峡上空で訓練飛行中の2機のSu-34が空中接触、2機は墜落して乗員は脱出している。原因は操縦ミスの可能性があり、ロシア海軍は太平洋艦隊の艦艇やヘリコプターなどを投入して、脱出した乗員の救出活動を開始しているとタス通信が報じた。ロシアの通信社である国営イタルタス通信およびスプートニクは、2019年1月18日から19日にかけて、緊急脱出したと推定される2機の機体の4名の乗員のうち１名（副操縦士 兼 兵装担当・航法士）はロシア国内軍の東部国内軍管区の第568独立混成航空連隊「カーメンヌイ・ルチェイ」(Каменный Ручей ) 飛行場より進出した対潜哨戒機のTu-142が発見して、遅れて到着したKa-27PS救難ヘリコプターにより収容・救助された後に陸上の病院に移送され命に別状はないこと、一方で救助船の捜索により、海上で2名の乗員が発見され死亡が確認されたが、4人目の乗員であるもう1名の行方がわかっておらず、ロシア国防省は引き続き行方不明者の遺体捜索活動は継続中であると発表した。

2022年10月17日、離陸時にSu-34の片方のエンジンから出火した。操縦士は墜落前に緊急脱出したが、クラスノダール地方エイスクの9階建ての集合住宅の敷地に墜落し、爆発・炎上した。子供3人を含む15人が死亡、19人が負傷した。
2023年4月20日、ベルゴロド州の州都ベルゴロドの上空を飛行中に航空用弾薬の緊急投下を迫られ、大きな爆発が起きた。交差点付近に20m大の穴ができ、3人が負傷した。

## 実戦
2022年ロシアのウクライナ侵攻とシリア内戦に投入されている。
ウクライナでは異なる時期に複数回、パトリオットミサイルで撃墜されたことが報道されている。ウクライナ側は、2024年2月の1カ月間だけも10機のSu-34を撃墜したと発表している。

## 性能諸元
出典: Sukhoi data,Gordon and Davison,AF Technology,Airwar.ru
ria.ru
諸元
- 乗員: 2名
- 全長: 23.34 m （72 ft 2 in）
- 全高: 6.09 m （19 ft 5 in）
- 翼幅: 14.7 m（48 ft 3 in）
- 翼面積: 62.04 m2 （667.8 ft2）
- 空虚重量: 22,500 kg （49,608 lb）
- 運用時重量: 39,000 kg （85,980 lb）
- 有効搭載量: 12,000 kg （26,455 lb）
- 最大離陸重量: 45,100 kg （99,425 lb）
- 動力: リューリカ＝サトゥールン製AL-31F[50] / AL-31FM1 ターボファン
  - ドライ推力: 74.5 kN / （16,754 lbf /） × 2
  - アフターバーナー使用時推力: 126.6 kN / 132 kN （27,557 lbf / 29,762 lbf） × 2
- 最大兵装搭載量：8,000 kg

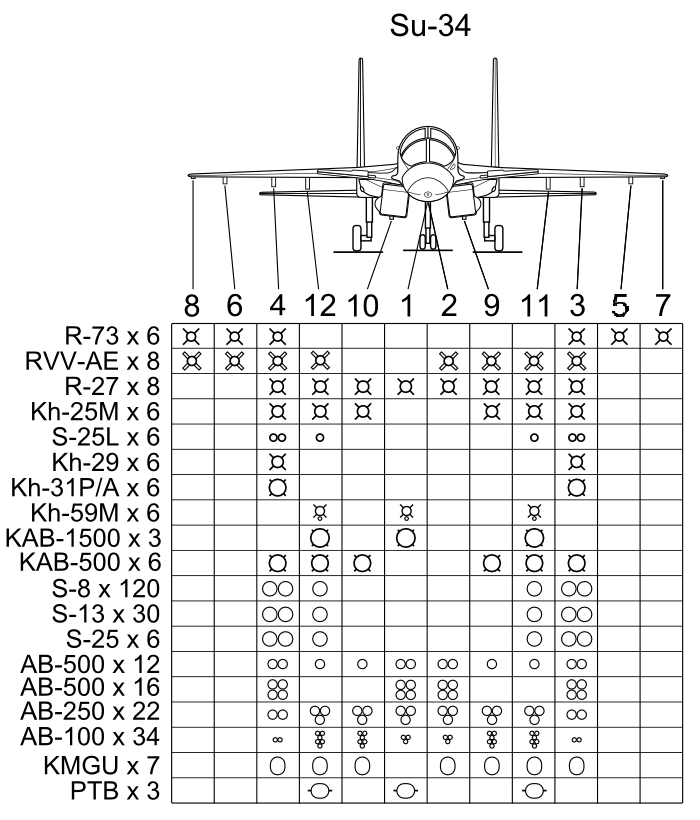
Su-34 武装懸架の組合せ

- 燃料搭載量: 12,100 kg (15,400 l)

性能
- 超過禁止速度: km/h （kt）
- 最大速度: 

  - 高高度：2,000 km/h、マッハ1.8+
  - 低高度（海上レベル）：1,400 km/h、マッハ1.2
- 巡航速度: 不明 （不明）
- フェリー飛行時航続距離: 4,000 km (1nautical mile=1,852meter 1statute mile=1,609meter) （2,490 Statute mile）
- 航続距離: 1,100 km（低空飛行時） （680 statute mile） 

  - 戦闘行動半径:594海里（Hi-Hi-Hi）/324海里（Hi-Lo-Hi）（搭載量は明かされていない）
- 実用上昇限度: 15,000 m （49,200 ft）
- 上昇率: 不明 （不明）
- 翼面荷重: 629 kg/m2 （129 lb/ft2）
- 推力重量比: 0.68

武装
- 固定武装: GSh-30-1 30mm機関砲×1（150発）
- ミサイル:

- 空対空ミサイル
  - R-27
  - R-77
  - R-73
- 空対艦ミサイル
  - Kh-31A/AD
  - Kh-35
  - Kh-41
  - Kh-55/OK/SM

- 空対地ミサイル
  - Kh-38ME（ドイツ語版）
  - Kh-59/M
- 対レーダーミサイル
  - Kh-31P/PD
  - Kh-58A/U/EM/UshE

- 爆弾:

- 無誘導爆弾
  - FAB-1500（英語版）
  - RBK-1500（英語版）
  - FAB-500（英語版）
  - FAB-250（英語版）
  - RBK-250（英語版）

- 誘導爆弾
  - KAB-500L/KR/TK（英語版）
  - KAB-500L/KR（英語版）
  - KAB-250L/KR（英語版）